# Euryxanthops
Euryxanthops is een geslacht van kreeftachtigen uit de klasse van de Malacostraca (hogere kreeftachtigen).

## Soorten
- Euryxanthops cepros Davie, 1997
- Euryxanthops chiltoni Ng & McLay, 2007
- Euryxanthops dorsiconvexus Garth & Kim, 1983
- Euryxanthops flexidentatus Garth & Kim, 1983
- Euryxanthops latifrons Davie, 1997
- Euryxanthops orientalis (Sakai, 1939)